# Nicolas Risler-Tournier
Pour les articles homonymes, voir Risler.
Nicolas Risler, dit Risler-Tournier, né le 28 septembre 1827 à Mulhouse et mort le 26 avril 1899 à Villiers-sur-Loir, est un architecte français.

## Biographie
Membre d'une vieille famille protestante d'origine suisse, les Risler, Nicolas est né le 28 septembre 1827 à Mulhouse, rue du Bourg. Il est le fils de Judith Grumler (1801-1881) et de Nicolas Risler (1799-1882), dessinateur de fabrique d'impression sur étoffes et modèle possible du Risler aîné d'Alphonse Daudet.
Le 24 septembre 1859, Nicolas Risler épouse Hortense-Adrienne-Catherine Tournier (1837-1891), fille du dessinateur illzachois Jean-Ulric Tournier (d) (1802-1882). Conformément à un usage courant au sein de la bourgeoisie mulhousienne, Nicolas sera désormais appelé « Risler-Tournier ».
Architecte, Nicolas Risler-Tournier exerce depuis 1853 dans sa ville natale. En 1864, il est, avec Jean-Frédéric Günther (d) et Jean-Baptiste Schacre, l'un des trois architectes mulhousiens agréés par le préfet du Haut-Rhin pour le service des travaux communaux. Il conçoit ainsi de nombreux édifices publics (mairies-écoles, églises) pour différentes communes du Haut-Rhin au cours des années 1860.
Après l'invasion allemande, il opte pour la nationalité française et s'installe en 1872 dans les Vosges, à Épinal. Architecte des hospices, il réalise des expertises et se charge de travaux communaux, industriels et particuliers. En 1888, il est l'un des cofondateurs de la Société régionale des architectes de l'Est de la France (SRAEF).
Nicolas Risler-Tournier meurt le 26 avril 1899 au château de La Vallée, à Villiers-sur-Loir.

## Réalisations

### Dans le Haut-Rhin
- Mairie-école de Kœstlach (1860-1862)[9]
- Plans du maître-autel sculpté par François Bientz pour l'église Saint-Bernard-de-Menthon à Ferrette (1861)[10]
- Agrandissement de la nef et construction du clocher de l'église Saint-Georges de Muespach-le-Haut (1861-1865)[11]
- Campanile de l'église Saint-Jacques-le-Majeur de Feldbach (1862, détruit en 1887-1889)[12]
- Nouvelle flèche de l'église Saint-Maurice de Wolschwiller (1862)[13]
- Sacristie de l'église Saint-Étienne de Raedersdorf (1862-1865)[14]
- Mairie-école de Bettlach (1862-1864)[15]
- Agrandissement de la mairie-école de Mœrnach (1863-1864)[16]
- Halle du marché de la place de la Paix, Mulhouse (1864, détruite en 1967)[17]
- Travaux, dont remaniement de la toiture, sur l'école de Wolschwiller (1864)[18]
- Mairie-école de Sierentz (1864-1865)[19]
- Mairie-école de Durmenach (1864-1867)[20]
- Mairie-école de Sondersdorf (1864-1871)[21]
- Restauration et construction du porche et de la sacristie de l'église Saint-Georges de Ligsdorf (1864-1865)[22]
- Église Saint-Jacques-le-Majeur de Michelbach-le-Haut (1865-1869)[23]
- Église Saints-Pierre-et-Paul d'Hagenthal-le-Bas (1867-1869)[24]
- Église Saint-Laurent de Sausheim (1868, reconstruite après 1945)[25]
- Mairie-école de Dietwiller (1869)[26]
- Fontaine Saint-Georges à Brunstatt (1872)[27]

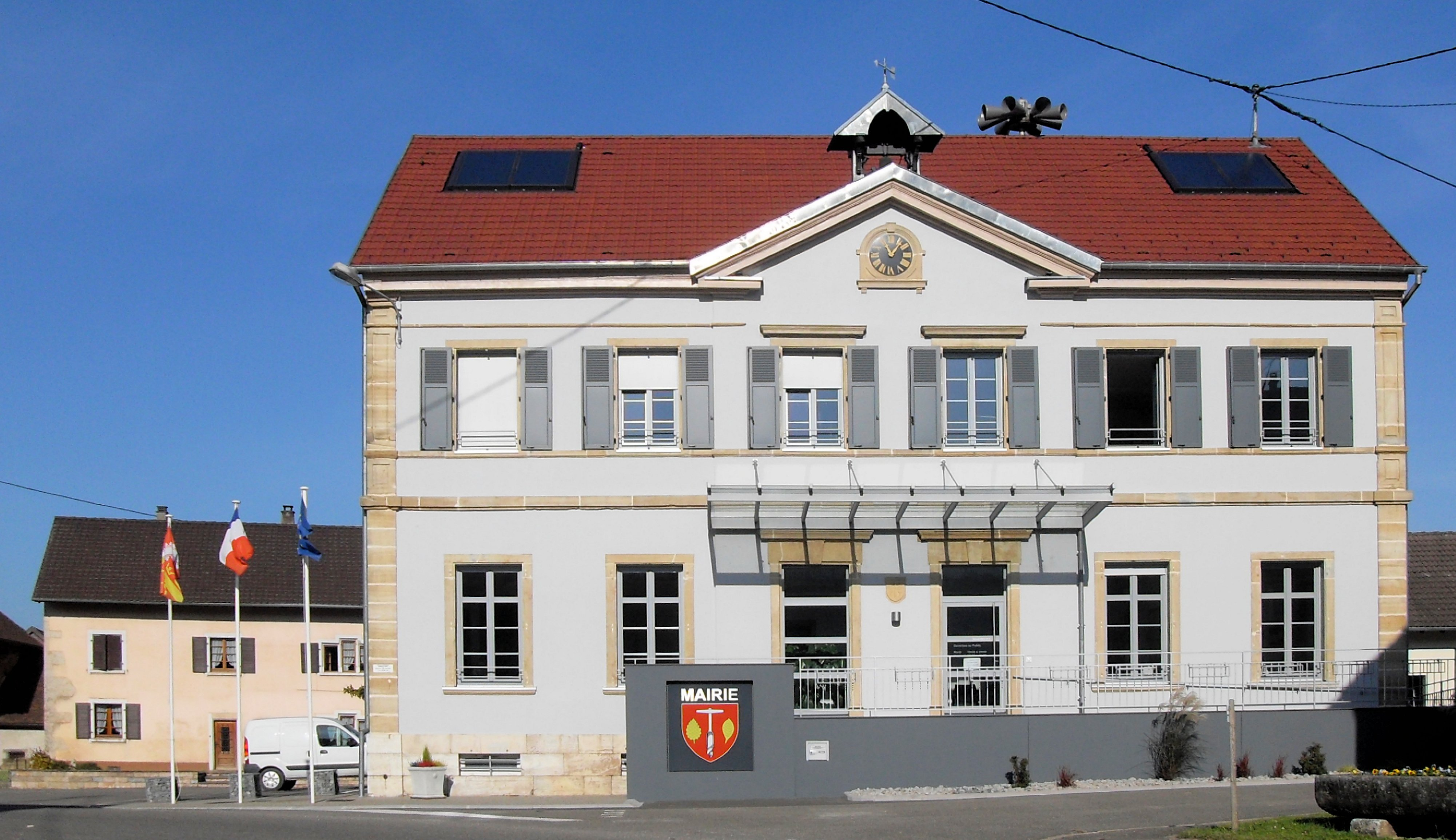
Mairie-école de Kœstlach
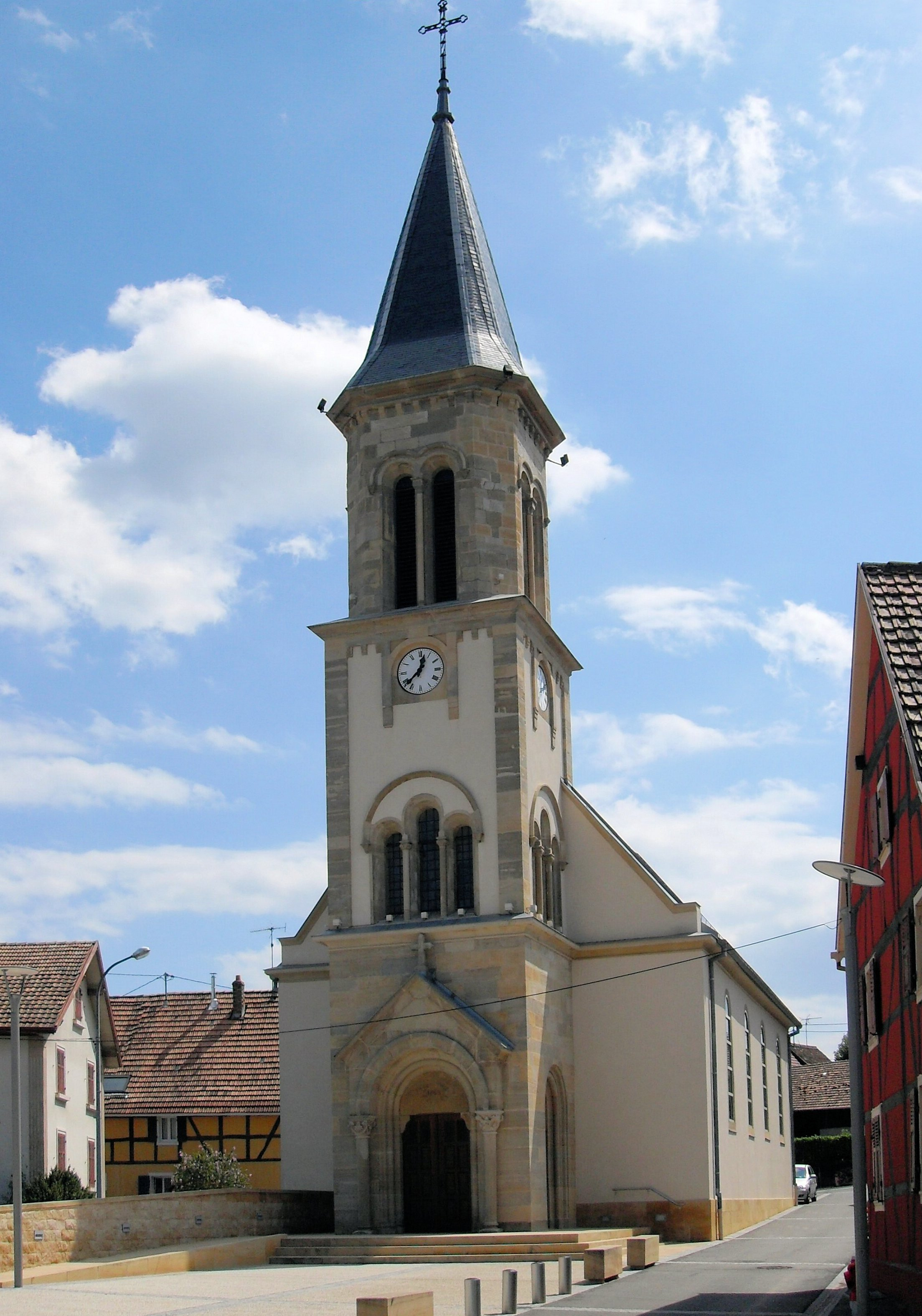
Église de Muespach-le-Haut
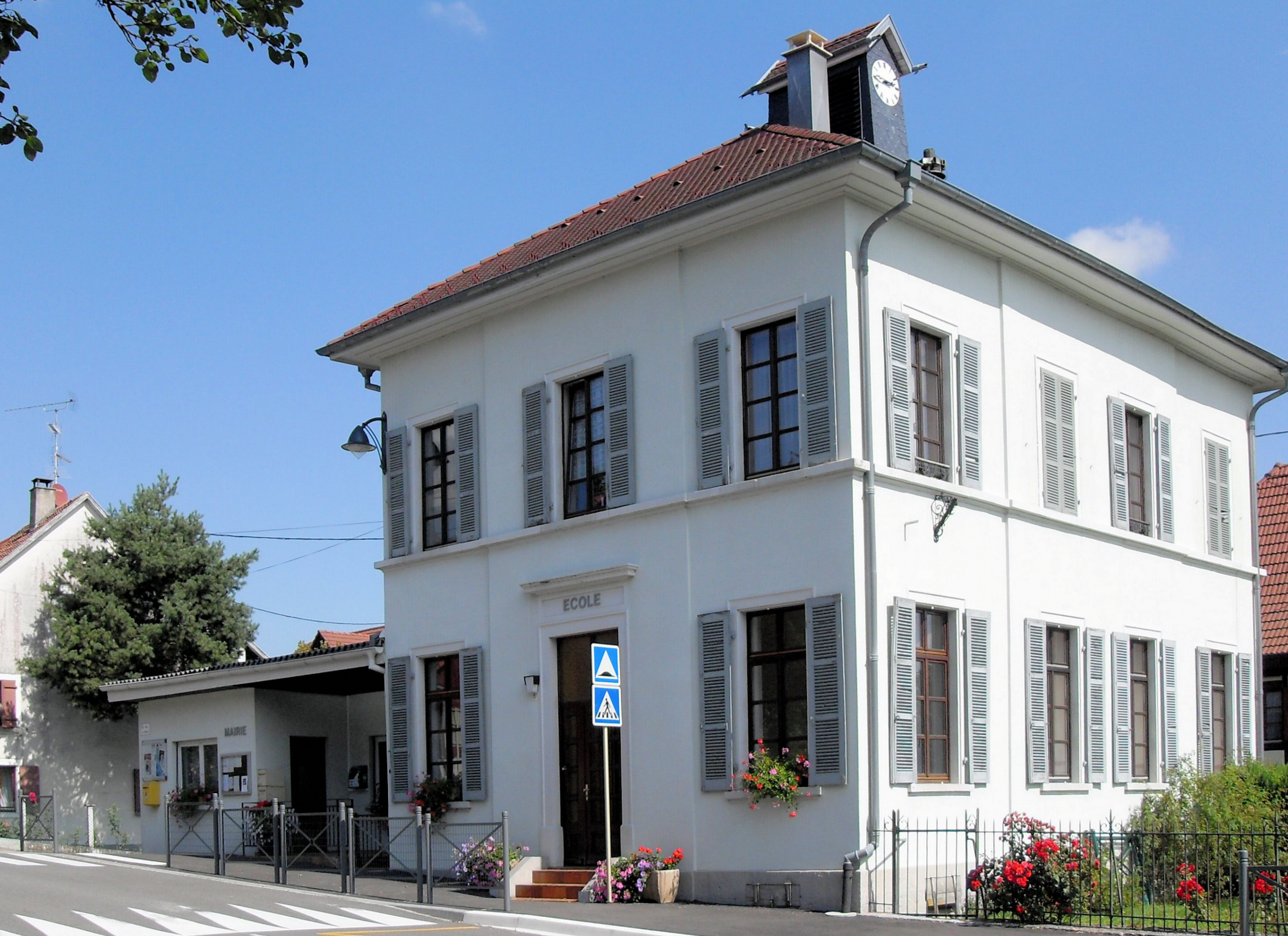
Mairie de Bettlach
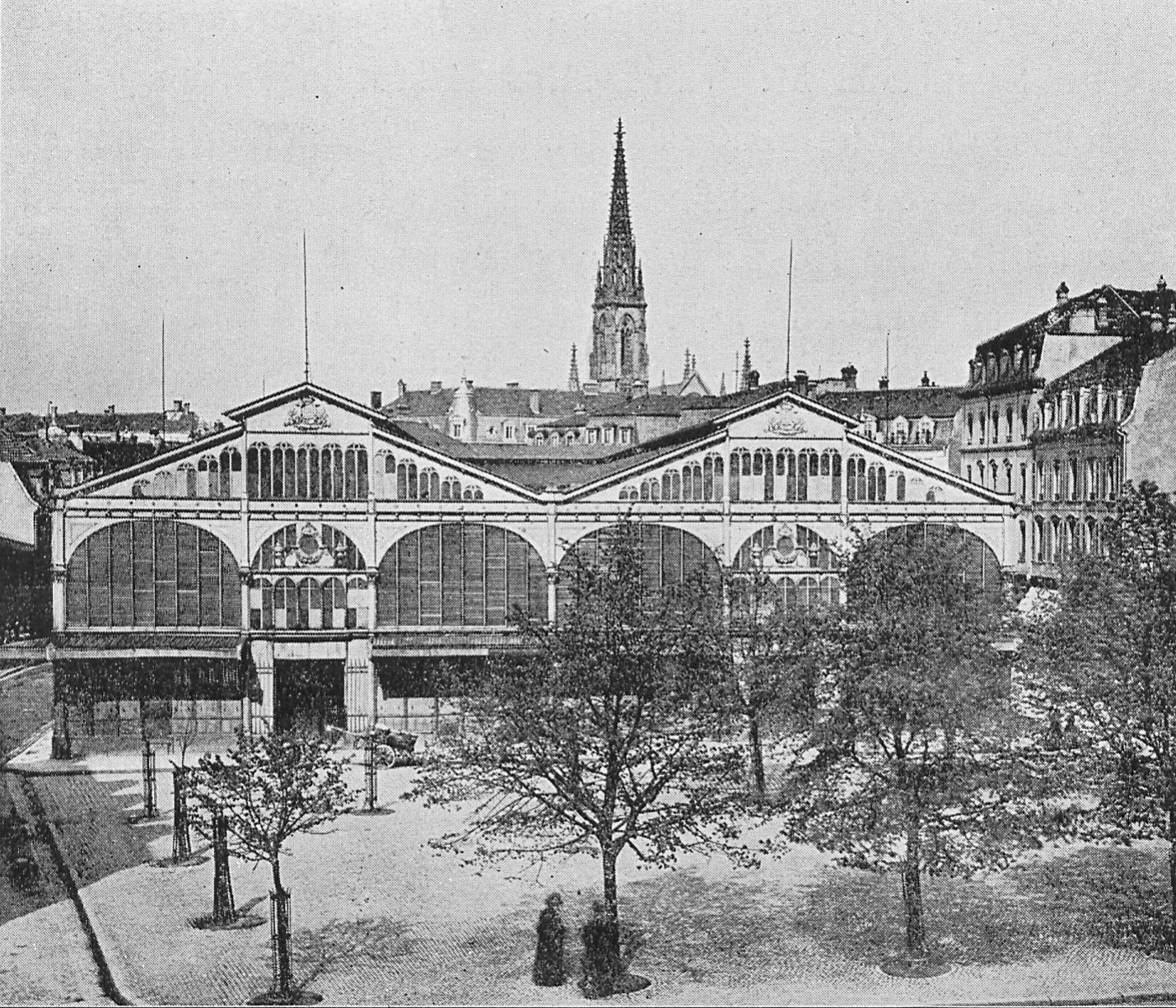
Halle de Mulhouse
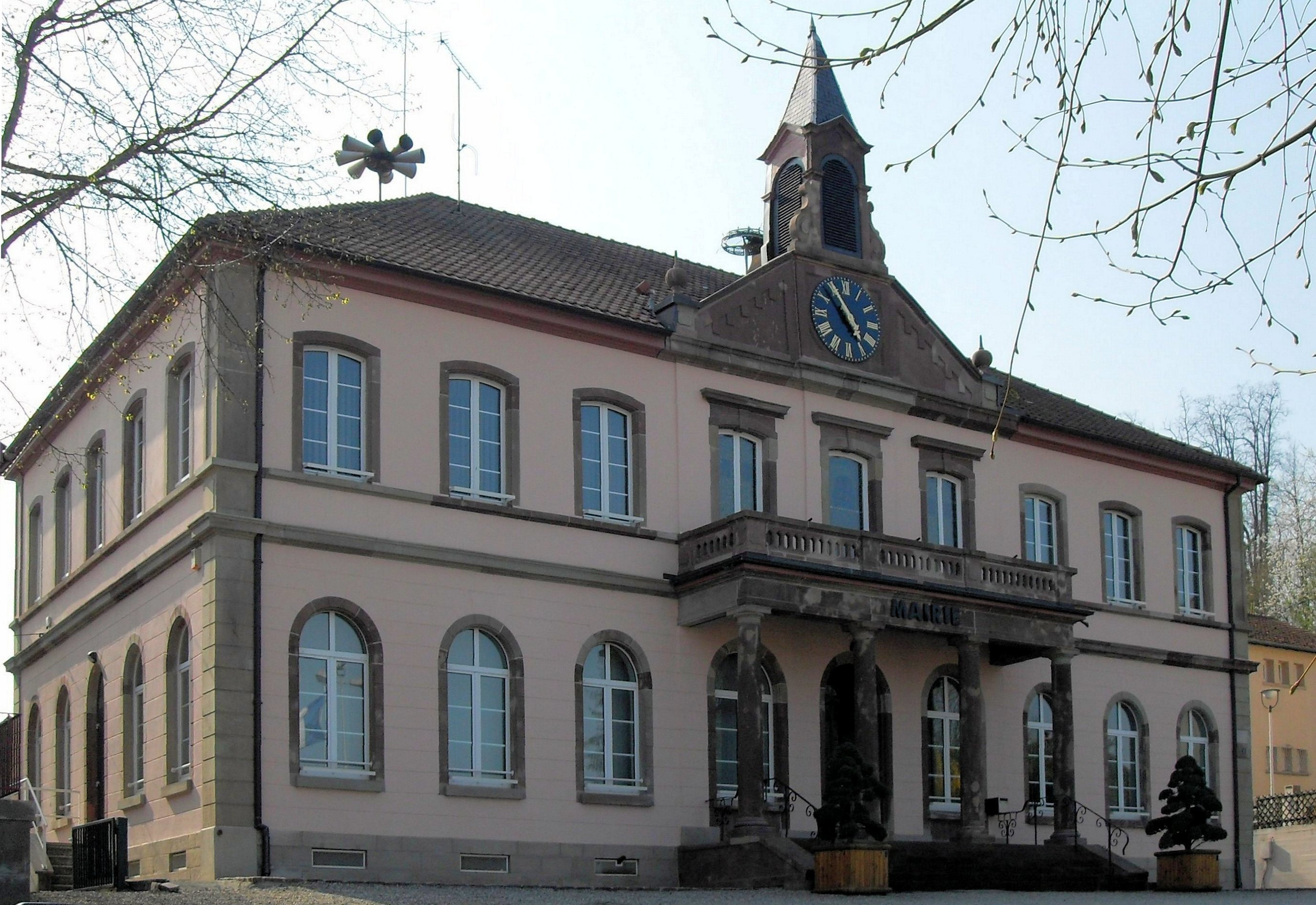
Mairie-école de Sierentz
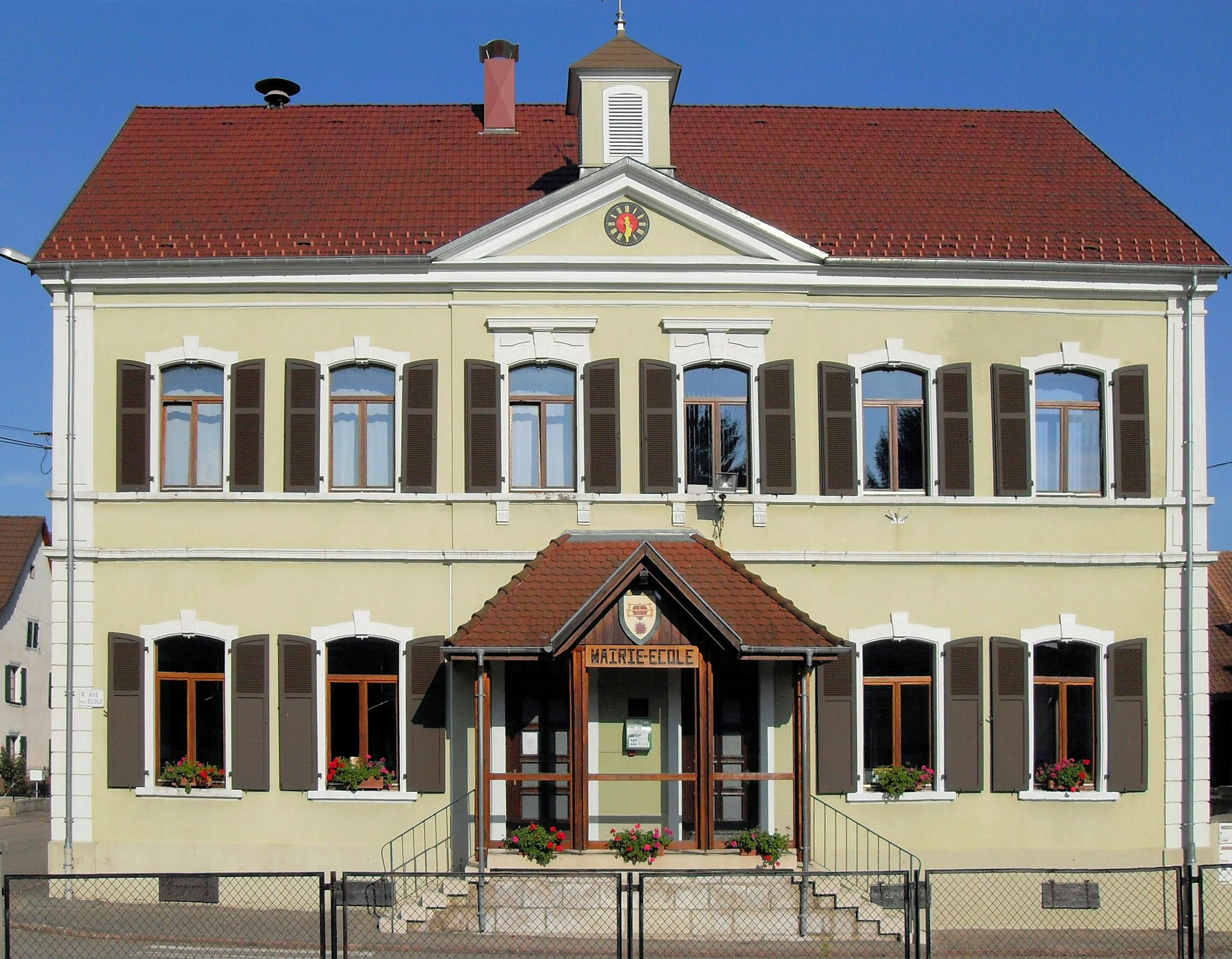
Mairie-école de Sondersdorf
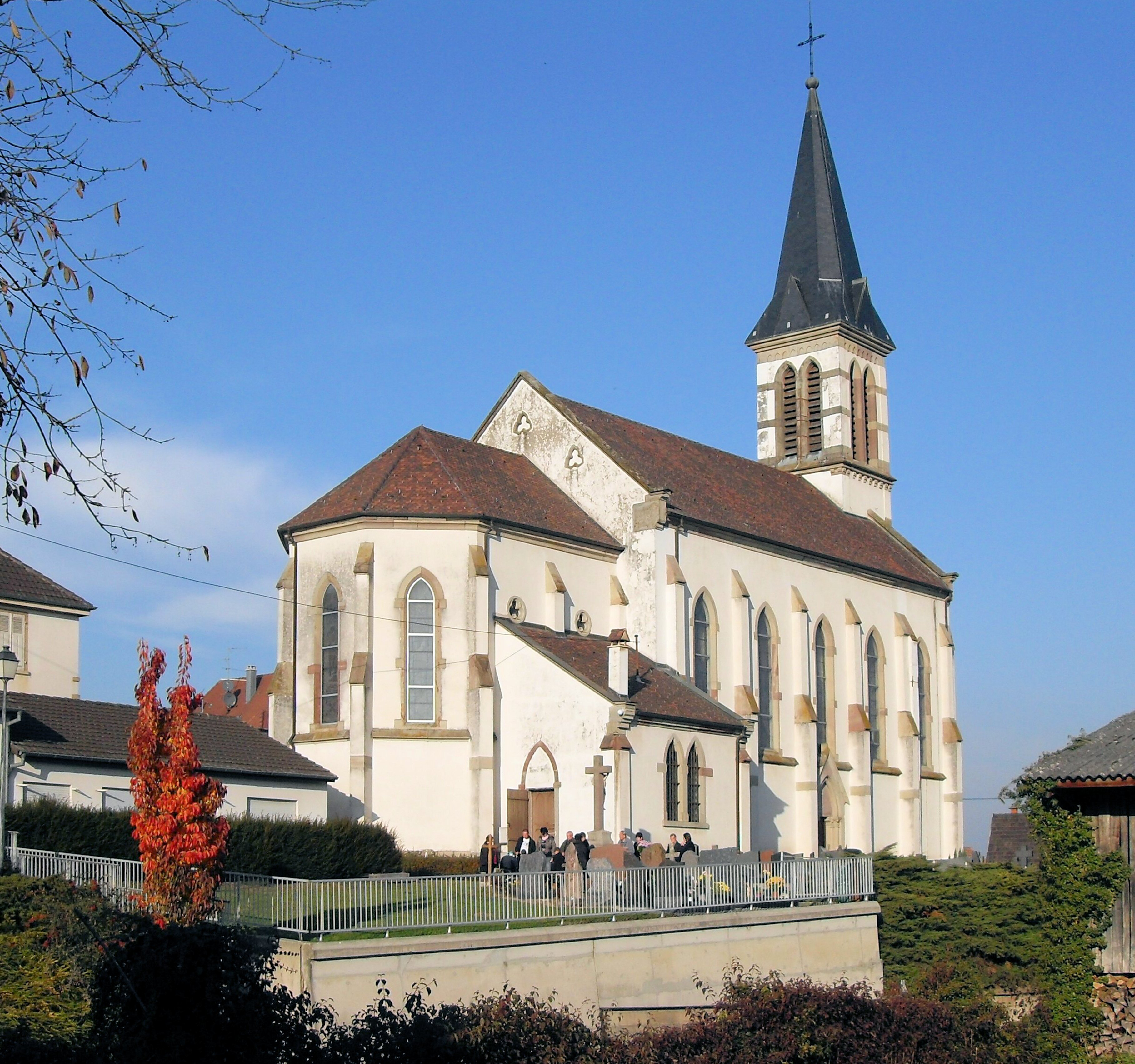
Église de Michelbach-le-Haut
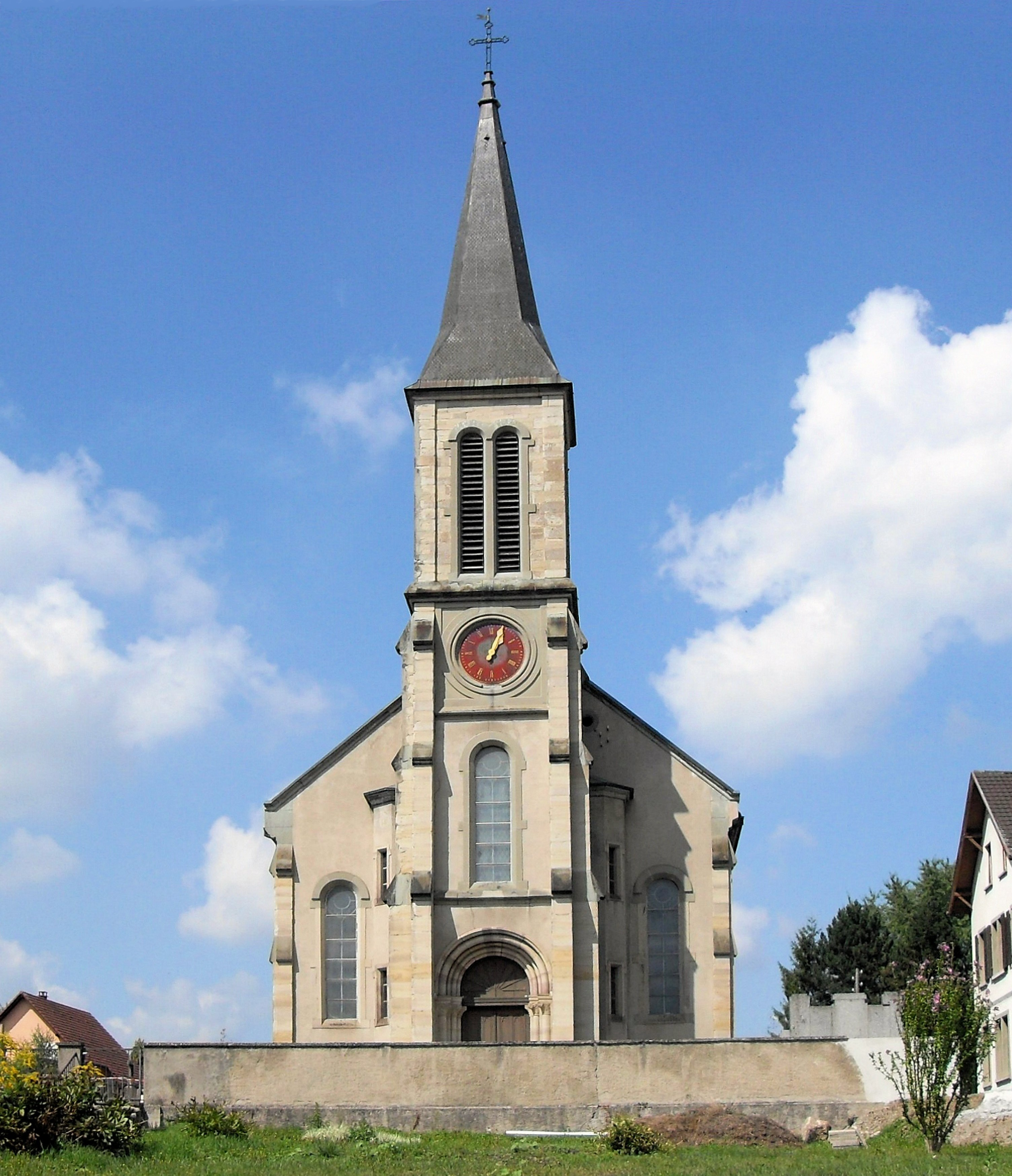
Église d'Hagenthal-le-Bas
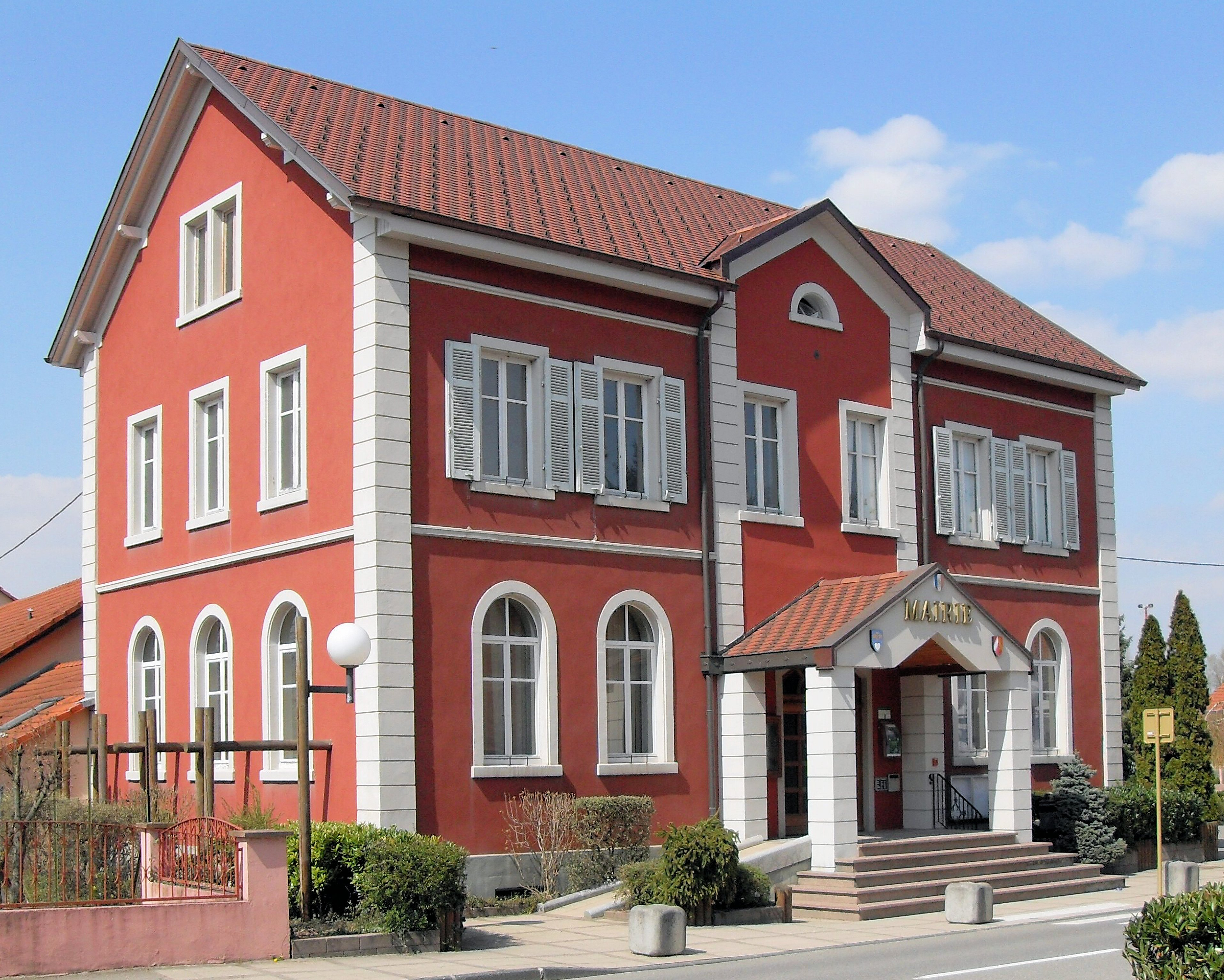
Mairie de Dietwiller
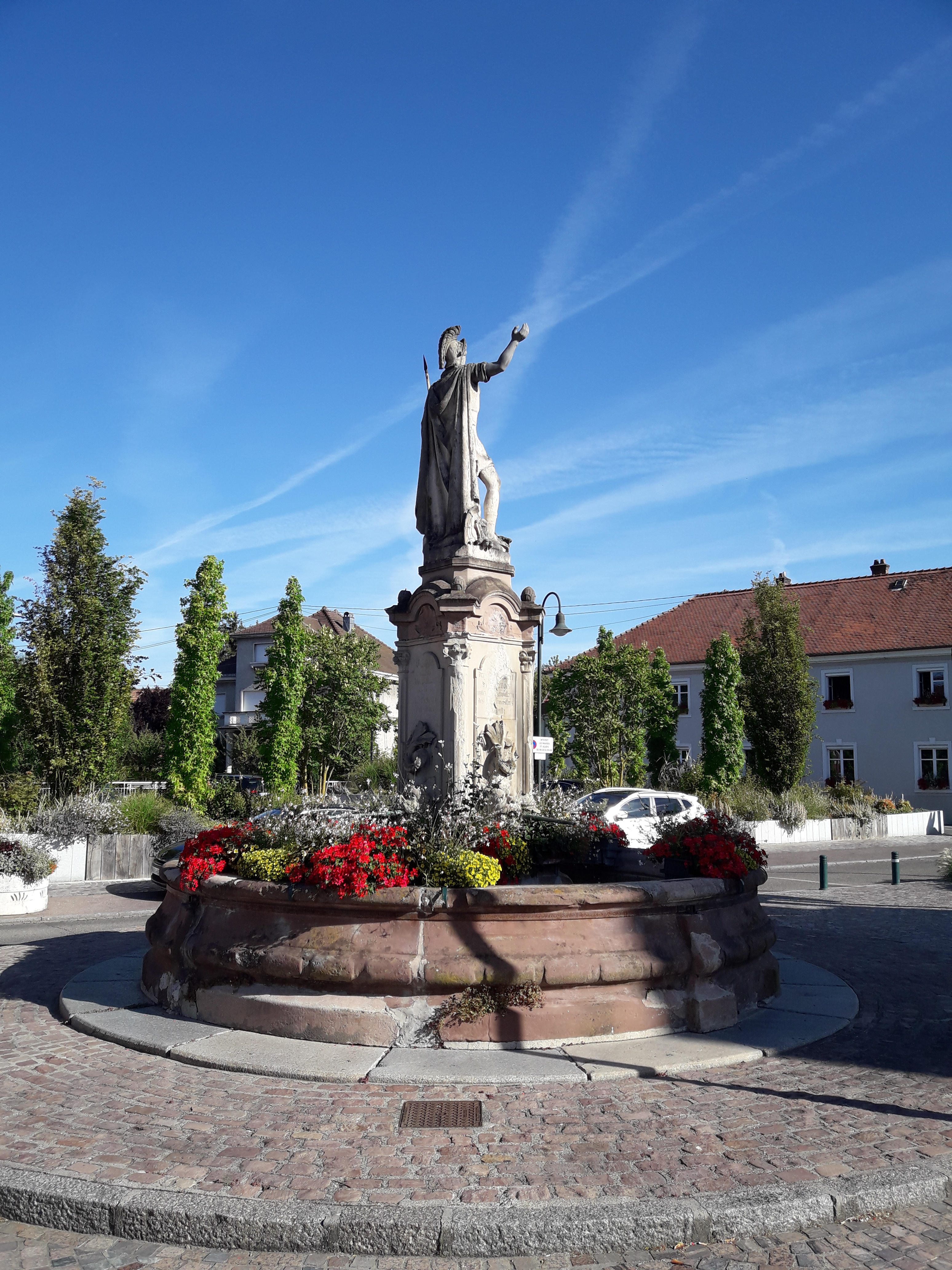
Fontaine à Brunstatt

### Dans les Vosges
- Temple protestant d'Épinal (1873)[6]
- Extension de l'abattoir d’Épinal (1875)[6]
- Mairie-école de Granges-sur-Vologne (1877-1878)[6]
- Restauration de l'école et du cimetière de Jussarupt (1879-1883)[6]
- Groupe scolaire d'Ambrail à Épinal (1884)[6]

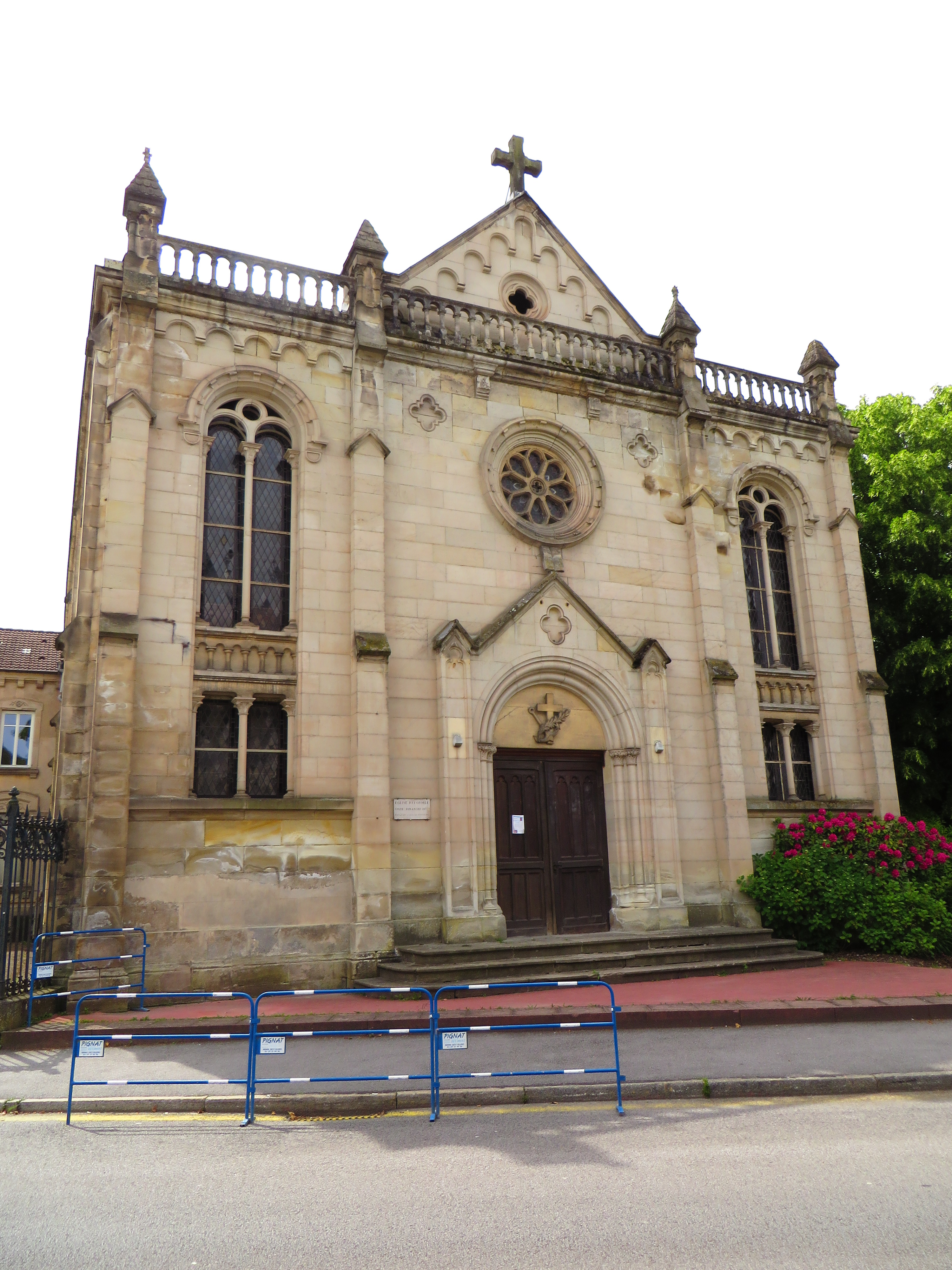
Temple protestant d'Épinal
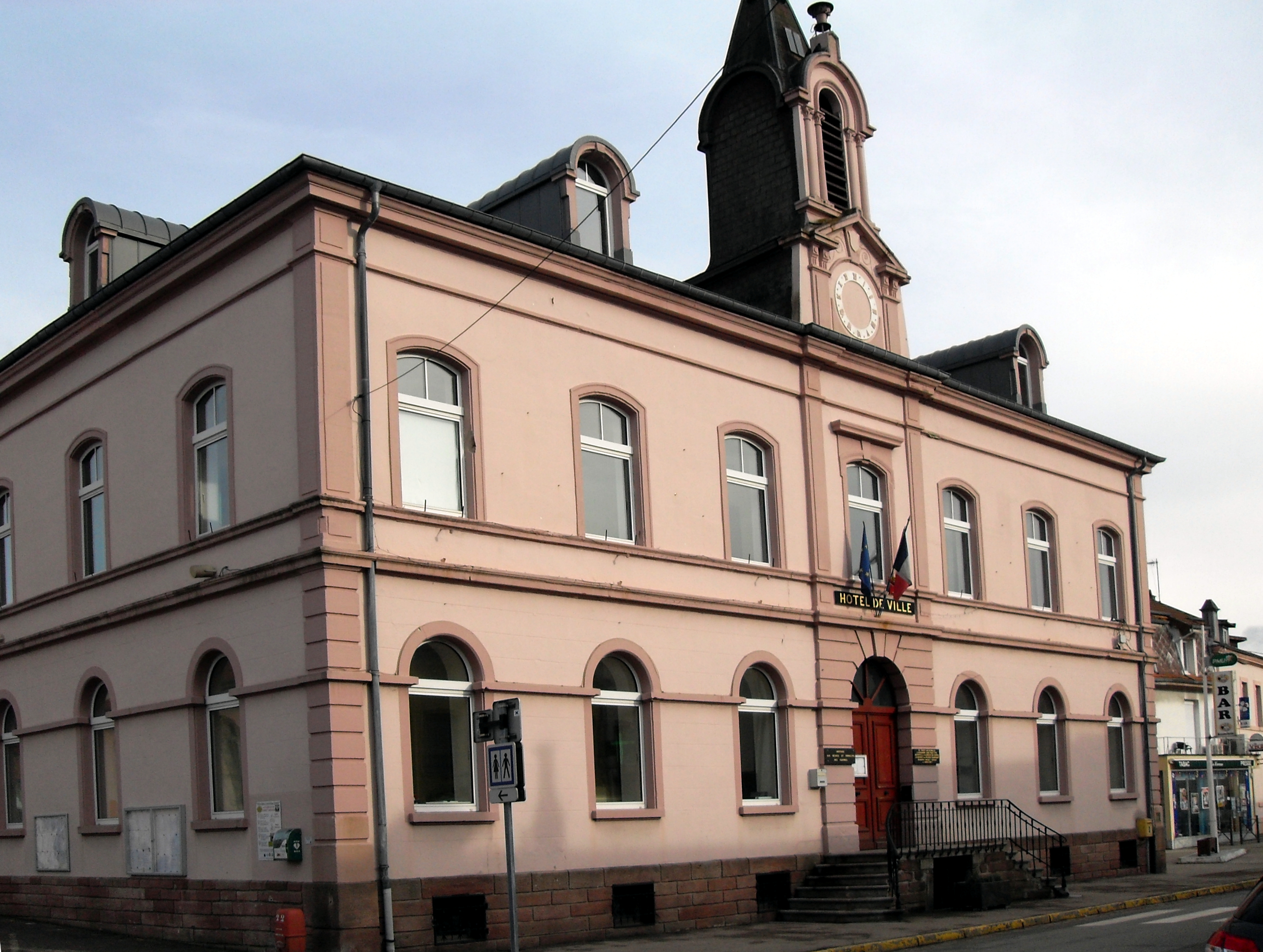
Hôtel de ville de Granges-sur-Vologne